# كاثلين لين

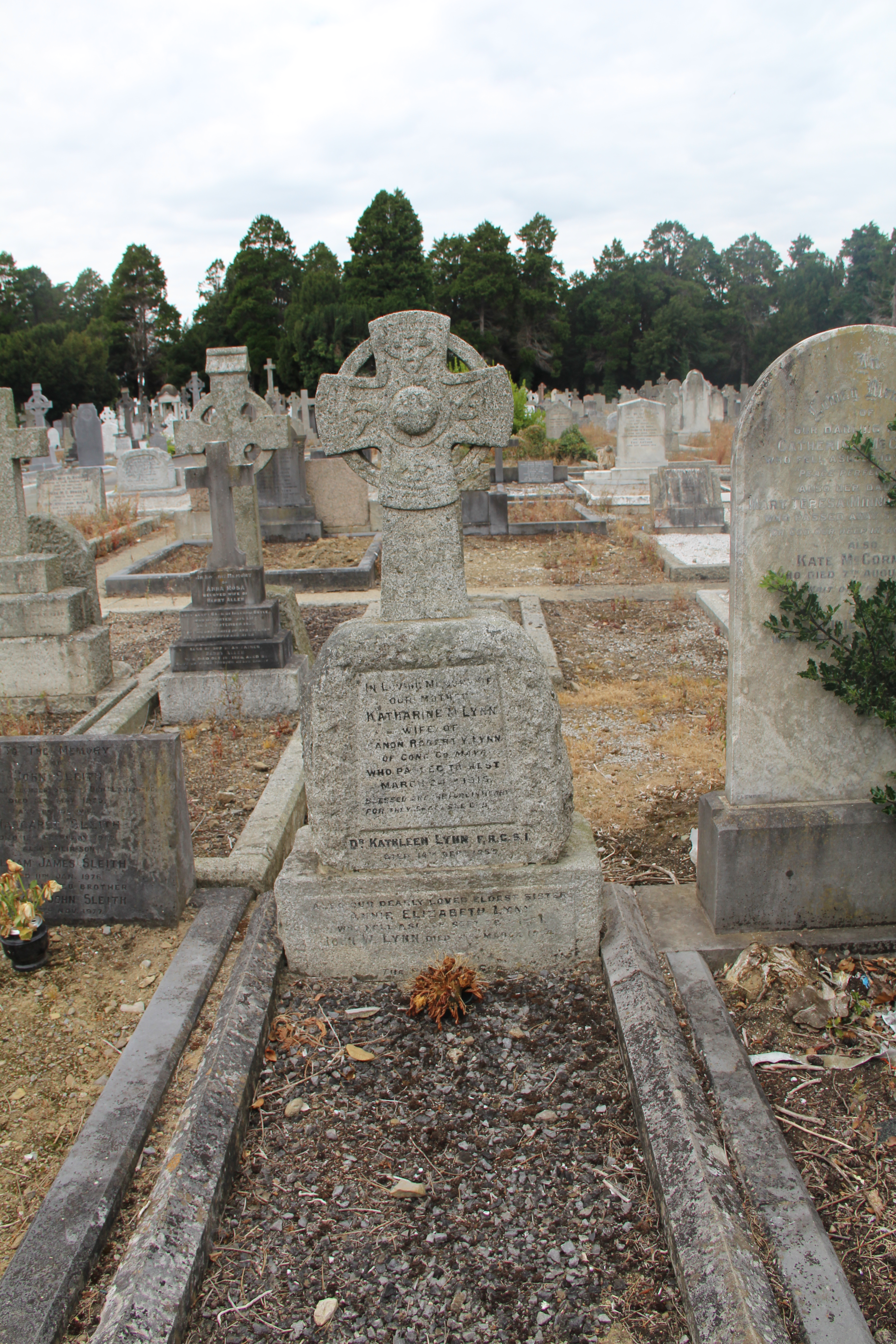
قبر الطبيبة كاثلين فلورنس لين

كاثلين فلورنس لين (28 يناير 1874 - 14 سبتمبر 1955) سياسية من حزب الشين فين، وناشطة، وطبيبة أيرلندية.
تأثرت لين كثيرًا بالفقر والمرض بين الفقراء في غرب أيرلندا لدرجة أنها قررت في سن 16 أن تصبح طبيبة. تلقت تعليمها في إنجلترا وألمانيا، قبل أن تلتحق بالجامعة الملكية في أيرلندا، وهي مقدمة لمدرسة الطب في جامعة دبلن، أيرلندا. بعد تخرجها في عام 1899، ذهبت لين إلى الولايات المتحدة، حيث عملت لمدة عشر سنوات، قبل أن تعود إلى أيرلندا لتصبح أول طبيبة في مستشفى رويال فيكتوريا للعيون والأذن (1910-1916). في عام 1919 أسست مستشفى سانت أولتان للأطفال.

## نشاط سياسي
كانت لين عضوًا في اللجنة التنفيذية لجمعية المرأة الأيرلندية لحقوق المرأة وفي الحكومة المحلية منذ عام 1903، وظلت في السلطة التنفيذية حتى عام 1916. كانت لين عضوًا في الاتحاد الاجتماعي والسياسي النسائي البريطاني الراديكالي منذ عام 1908 وقيل أيضًا أنها كانت على علاقة ودية مع المناصرة لحق المرأة في التصويت سيلفيا بانكهرست. كانت جزءًا من اجتماع جماهيري في عام 1912، للمطالبة بإدراج حق المرأة في التصويت في مشروع قانون الحكم الذاتي الثالث في ذلك العام.
دعمت لين العمال خلال إغلاق عام 1913 وعملت مع كونستانس ماركيفيتش وآخرين في مطابخ الحساء في قاعة الحرية، وأصبحت قريبة من ماركيفيتش وجيمس كونولي. في عام 1913 عالجت هيلينا مولوني بناءً على طلب ماركيفيتش. مولوني، التي كانت نشطة في عدد من الحركات السياسية، بقيت مع لين في منزلها في راثماينز بعد إصابتها بمرض. نتيجة لتأثير مولوني وماركيفيتش، أصبحت لين مشاركة نشطة في حركات حق المرأة في التصويت والعمالية والقومية. كتبت لين: «اعتدنا إجراء محادثات طويلة وحولتني إلى الحركة الوطنية». انضمت إلى جيش المواطنين الأيرلندي وكانت رئيسة الخدمات الطبية خلال ثورة عيد الفصح عام 1916. ووصفت نفسها بأنها «طبيبة في الصليب الأحمر ومقاتلة» عندما ألقي القبض عليها.
ومن خلال دورها في الثورة، سُجنت لين في كيلمنهام غول مع رفقاها ماركيفيتش، ومولوني، ومادلين فرينش مولين. انتخِبت نائبة لرئيس مجلس إدارة شين فين في عام 1917 وفي عام 1923، وانتخِبت لين لمجلس دويل أيرن بصفتها نائب دييل عن حزب شين فين لدائرة مقاطعة دبلن في الانتخابات العامة لعام 1923. وفقًا لسياسة الامتناع عن التصويت التي اتبعها شين فين في ذلك الوقت، لم تشغل مقعدها في دويل أيرن. خسرت مقعدها في الانتخابات العامة في يونيو 1927. اعترضت دون جدوى على الانتخابات الفرعية في أغسطس 1927 لمقاطعة دبلن. زعمت لين، بعد سنوات عديدة من ثورة عام 1916، أن الاقتراع هو الذي حولها إلى جمهورياتية، قائلة: «رأيت أن الناس لديهم انطباع خاطئ عن حق التصويت وهذا دفعني إلى دراسة المسألة الأيرلندية». حصلت على بروش ذهبي على شكل عظم الشظية كعربون امتنان من جيش المواطنين الأيرلندي لمساعدتها في التحضير الطبي للثورة.
تركت لين السياسة في نهاية المطاف في عام 1927، محبطةً من رفض الشين فين تبني الإصلاح الاجتماعي والرعاية الصحية بشكل متزايد.

## مهنة الطب
قررت لين أن تصبح طبيبة عندما كانت في السادسة عشرة من عمرها. كانت واحدة من أوائل خريجات الطب من كلية دبلن الجامعية. أصبح لين ناشطة سياسية وعملت في قاعة الحرية لتوفير الطعام والرعاية للأسر الفقيرة والمعدمة خلال الفترة المضطربة في إغلاق دبلن عام 1913. وتحددت مهنة لين الطبية من خلال عملها في مستشفى سانت أولتان للأطفال، الذي أسسته في دبلن عام 1919، مع مجموعة من الناشطات. عملت لين مع الفقراء داخل مدينة دبلن وتيقنت بضرورة وجود مستشفى لتوفير المرافق الطبية والتعليمية للأمهات والأطفال الفقراء. عانت لين في بدايات حياتها المهنية من التمييز عند التقدم لشغل وظائف في المستشفيات بسبب جنسها، وكان مستشفى سانت أولتان هو المستشفى الوحيد في أيرلندا الذي تديره النساء بالكامل. نما مستشفى سانت أولتان بسرعة، ومنذ عام 1937 أصبح مركز لقاح عصية كالميت غيران في أيرلندا. أغلِق المستشفى عام 1983.
كانت لين رئيسة الخدمات الطبية في جيش المواطنين الأيرلندي. وانضمت للجيش بناءً على طلب زعيم المتمردين جيمس كونولي، خلال انتفاضة عام 1916 وعينها نقيبًا ورئيسة للخدمات الطبية. قدمت التدريب الطبي لأعضاء آي سي إيه ودرّست أيضًا الرابطة النسائية. أيدت الطبيبة لين (إلى جانب الكاتب شون أوكاسي) استخدام اللغة الأيرلندية في طقوس كنيسة أيرلندا، وأعلِن عن العديد من الأحداث الخاصة بسانت أولتان باللغة الأيرلندية.